# Serraval
Serraval település Franciaországban, Haute-Savoie megyében. Lakosainak száma 745 fő (2022. január 1.). Serraval Le Bouchet-Mont-Charvin, Les Clefs, Manigod, Val de Chaise, Saint-Ferréol és Talloires-Montmin községekkel határos.

## Népesség
A település népessége az elmúlt években az alábbi módon változott:
| Lakosok száma | 638  | 665  | 752  | 700  | 697  | 702  | 702  | 732  | 745  |
|               | 2013 | 2015 | 2016 | 2017 | 2018 | 2019 | 2020 | 2021 | 2022 |